# Toxorhina (Ceratocheilus) brevisector
Toxorhina (Ceratocheilus) brevisector is een tweevleugelige uit de familie steltmuggen (Limoniidae). De soort komt voor in het Afrotropisch gebied.